# チリセラーノ
チリセラーノ(西:Chile serrano)は、メキシコのプエブラ州及びヒダルゴ州の山岳地帯が原産であるトウガラシの一種である。この地域にあるシエラ・マドレ・オリエンタル山に因んで名づけられた。

## 概要
成熟したチリセラーノは、0.5-1.5mの高さに達し、各個体50個ほどの果実を付ける。果実は緑色のうちに、または熟して変色してから収穫することができる。緑色、赤色、茶色、橙色、黄色等のものがある。土壌pHが7.0-8.5の環境でよく生育する。24℃以上の温暖な気候を好み、耐霜性はない。

## 果実

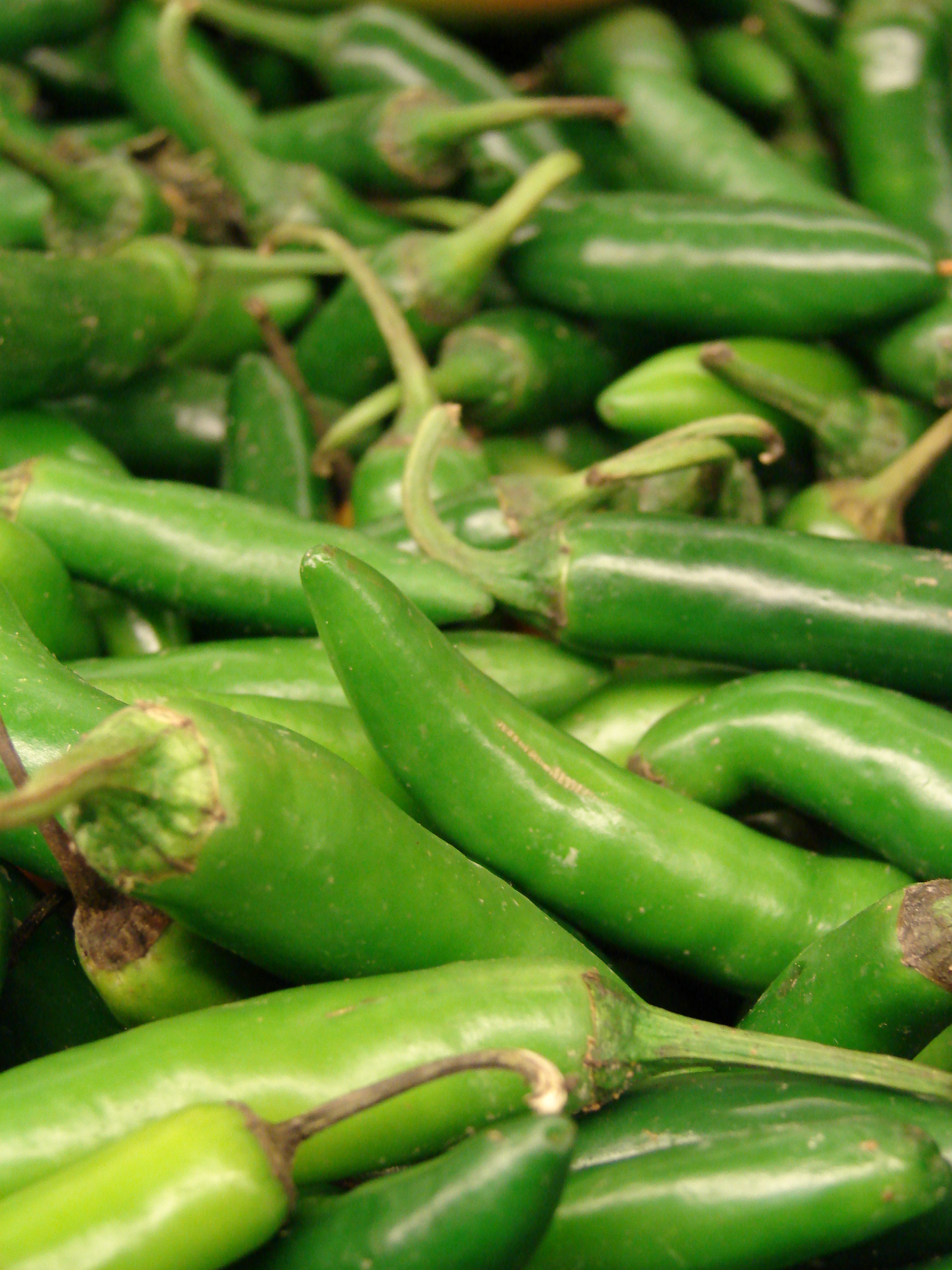
未熟な果実

スコヴィル値は、10,000から25,000である。生で食べられることが多いが、辛さはハラペーニョ以上である。また、果実がフレッシュなので、ピコ・デ・ガヨやサルサを作るのにも適している。
メキシコ料理に最もよく使われるトウガラシの1つである。ベラクルス州、シナロア州、ナヤリット州、タマウリパス州では、毎年約18万トンのチリセラーノを生産している。